# Bombardeiro B

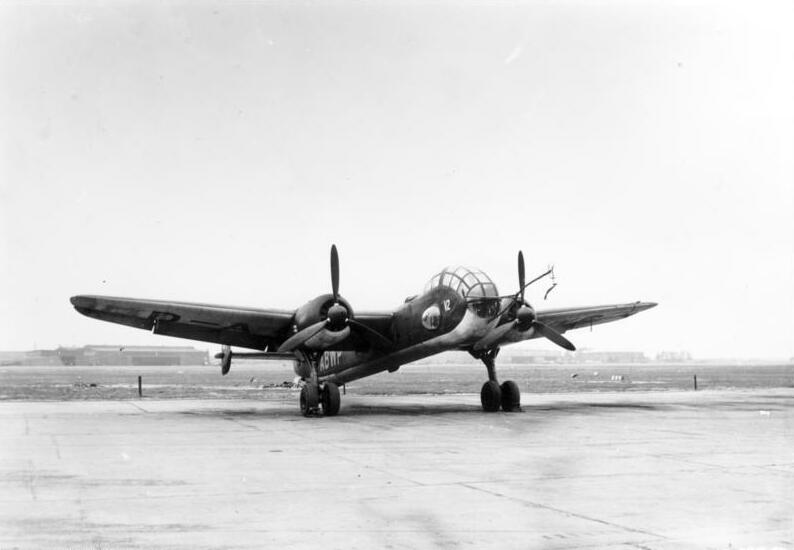
O Junkers Ju 288 V2 (Segundo protótipo Ju 288)

Bombardeiro B foi a designação de uma competição na Alemanha Nazi, por iniciativa do Ministério da Aviação do Reich, para a construção de uma segunda geração de bombardeiros rápidos bimotores. Esta competição foi criada antes da Segunda Guerra Mundial começar, e tinha em vista substituir o conceito de Schnellbomber.
Este novo bombardeiro de segunda geração manteria o objectivo de usar a velocidade como principal defesa, porém estas aeronaves seriam muito maiores e mais capazes, podendo carregar uma grande quantidade de bombas e transporta-la a uma grande velocidade, porém sem ter o alcance dos bombardeiros quadrimotores dos aliados. A aeronave que ganhasse o concurso seria a espinha dorsal da força de bombardeiros da Luftwaffe. O Ministério da Aviação estava tão confiante na realização deste projecto que outros projectos mais modestos foram cancelados; quando o projecto falhou, devido à ausência de motores potentes o suficiente, a Luftwaffe foi apanhada de surpresa e foi obrigada a continuar a combater com aeronaves ultrapassadas tecnológicamente.

## Aeronaves do programa
- Junkers Ju 288
- Henschel Hs 130
- Focke-Wulf Fw 191
- Dornier Do 317